# Vinni
Vinni (em estoniano:  Vinni vald) é um município rural estoniano localizado na região de Lääne-Virumaa.